# Tubarão-salmão
O tubarão-salmão (Lamna ditropis) é uma espécie de tubarão encontrada no norte do Oceano Pacífico.
Como um predador ápice, o tubarão-salmão alimenta de salmão, e também lula, sablefish e arenque. Os tubarões-salmões são notáveis por sua capacidade de manter a temperatura corporal, conhecida como homeotermia (endotermia), e ainda sem explicação a variabilidade na proporção de sexos entre o Pacífico oriental e ocidental.
Possuem grau próximo de parentesco com o Tubarão-branco. 
Apresentam tonalidade de corpo mais escura (quase negro) no dorso e claro no ventre. 
É considerado um dos tubarões mais rápidos no nado, juntamente com o tubarão-anequim (mako). 